# George Montandon
George Alexis Montandon (* 19. April 1879 in Cortaillod, Neuenburg, Schweiz; † 3. August 1944 in Clamart oder 30. August 1944 in Fulda) war ein schweizerisch-französischer Arzt, Anthropologe und Ethnologe. Er verfasste zahlreiche Werke der wissenschaftlichen Anthropologie. Er ist dafür bekannt, in Frankreich den Grundstein für den „Ethnorassismus“ gelegt zu haben, indem er zur Verbreitung antisemitischer, negrophober und eugenischer Thesen beitrug. Die Historikerin Carole Reynaud-Paligot urteilte 2010, er verkörpere „den radikalsten wissenschaftlichen Antisemitismus am Ende der 1930er Jahre“.
Montandon war ein Theoretiker des Rassismus und des Antisemitismus und ist in seinem Buch La race, les races. Mise au point d’ethnologie somatique („Die Rasse, die Rassen. Ausarbeitung einer somatischen Ethnologie“, 1933) der Autor einer Rassentaxonomie. Er war Professor an der von Paul Broca und anderen gegründeten École d’anthropologie in Paris. Als ein geistiger Schüler Vacher de Lapouges spezialisierte er sich auf Rassenklassifizierung und veröffentlichte L’Ethnie française  („Die französische Ethnie“) im Jahr 1935.
Montandon verwandelte sich nach einem bewegten Leben als Arzt, Kommunist, Professor für Ethnologie und Anthropologie und Indianerfreund innerhalb kurzer Zeit in einen judenfeindlichen Rassisten, der im Zweiten Weltkrieg bei der Judenverfolgung auf schlimmste Weise mit den Deutschen kollaborierte.

## Leben
Montandon wurde 1879 in Cortaillod im Kanton Neuenburg in der Schweiz als Sohn eines Kaufmanns geboren. Er absolvierte ein Medizinstudium in Genf und Zürich und wurde 1906 Doktor der Medizin.
Er arbeitete zunächst als Chirurg, entwickelte aber zunehmend Interesse an der Anthropologie. Von 1909 bis 1911 bereiste er Äthiopien. Dafür reiste er Oktober 1909 mit dem Schiff von Marseille nach Dschibuti, von dort auf der 1902 fertiggestellten Bahnstrecke nach Dire Dawa und anschließend per Karawane weiter nach Addis Abeba. Von dort reiste er weiter in die Region des Omo und das Land der Gimirra im Süden Äthiopiens. Sein Bericht erschien als Band 23 des Bulletin de la Société neuchâteloise de géographie und erschien 1913 gleichzeitig beim Neuenburger Verlag Attinger und in Paris bei Challomel. In dem über 400 Seiten umfassenden Werk mit zahlreichen Tabellen, 14 Karten und 300 Abbildungen und Fotografien beschrieb er detailliert die Völker, deren Regionen er bereist hatte, präsentierte Studien von Einzelpersonen sowie Körpereigenschaften, darunter Angaben zur Anthropometrie. Er machte Angaben zu den Sprachen, Religionen, Kleidungsgewohnheiten, Wohnplätzen, Musikinstrumenten, Währungen, Haushaltsgegenständen, rituellen Tätowierungen und vielem mehr. Ebenso erlaubte er sich, oft anhand von Physiognomik, Urteile zu den relativen intellektuellen Fähigkeiten und den sozialen Prädispositionen verschiedener Völker.
Nach der Rückkehr aus Äthiopien ließ er sich als Arzt in Renens im Kanton Waadt nieder. 1914 meldete er sich nach Ausbruch des Ersten Weltkriegs freiwillig zur Arbeit in einem französischen Lazarett in Bourg-en-Bresse; anschließend kehrte er in die Schweiz zurück. 1919 sympathisierte er mit der bolschewistischen Bewegung und reiste mit einer Delegation des Internationalen Komitees vom Roten Kreuz nach Sowjetrussland, um Verhandlungen über die Rückführung in Sibirien internierter österreichischer Kriegsgefangener des Weltkriegs über Wladiwostok zu führen. Auch auf dieser Reise machte er anthropologische Studien, unter anderem bei den Burjaten am Baikalsee. Er lernte eine russische Kommunistin kennen und heiratete sie. Aus der Ehe gingen drei Kinder hervor.
1919–1921 unternahm er eine wissenschaftliche Reise um die Welt mit speziellen Forschungen über die Havasupai in Arizona, besuchte Hawaii und die Ainu in Japan (Au pays d’Aïnou, 1927). Er leistete bedeutende Beiträge zur Kulturkreislehre, deren Anhänger er war. Er wandte die Theorie der Hologenese auch auf den Ursprung des Menschen (L’ologenèse humaine, 1928) und auf die Ethnologie (Traité d’ethnologie culturelle, 1934) an.
Nach der Rückkehr in die Schweiz trat Montandon in Lausanne der Kommunistischen Partei bei. Er erhielt monatliche Bezüge vom sowjetischen Geheimdienst. Wegen seiner Beziehungen zu den Sowjets zerschlugen sich seine Hoffnungen auf eine Professur für Ethnologie in Neuenburg. 1922 wurde er Teilhaber der Tageszeitung Gazette de Lausanne. Das Blatt war nicht kommunistenfreundlich, und es kam schnell zu Spannungen. Montadon begann eine Verleumdungskampagne gegen den Direktor und musste 10 Tage in Haft.
1925 zog er nach Frankreich, wo er eine Stelle im Naturhistorischen Museum in Paris fand. 1936 wurde er eingebürgert.
Bereits 1926 veröffentlichte Montandon ohne Schwierigkeiten rassistische Artikel wie L’origine des types juifs (Der Ursprung der jüdischen Typen) in der kommunistischen Zeitung L’Humanité.
Nach ersten ethnologischen Arbeiten in den 1930er Jahren veröffentlichte er im November 1935 in der faschistischen italienischen Zeitschrift La difesa della razza („Die Verteidigung der Rasse“) einen Artikel über die Juden mit dem Titel L’Etnia putana („Die Hurenethnie“), ein Ausdruck, den er später immer wieder verwendete. Die Neue Zürcher Zeitung schreibt im Jahr 2001:

„[Er] vergleicht die jüdische Gemeinschaft mit einer Prostituierten, die ihre Dienste allen Ländern anbietet und die sich während zweitausend Jahren geweigert habe, sich mit der jeweiligen Bevölkerung zu mischen. In Frankreich habe der Geist dieser ‚Hurenethnie‘ gegen den Frieden gestänkert, die Aufrüstung hintertrieben und während Jahrzehnten die Mutterschaft miesgemacht. Letzteres sei vor allem durch quasi pornographische Artikel in der Presse geschehen, die von jüdischen Huren zu verantworten seien.“

In der Aprilausgabe 1939 der Zeitschrift Contre-Révolution veröffentlichte er einen Artikel mit dem Titel La Solution ethno-raciale du problème juif („Die ethno-rassische Lösung des jüdischen Problems“), in dem er behauptete: « Cette farouche intégrité du sang sémite fait les juifs les premiers ethno-racistes en date » (deutsch: „Die Unversehrtheit des semitischen Blutes macht die Juden zu den ersten Ethno-Rassisten überhaupt.“) In demselben Artikel sprach er sich für die Schaffung eines jüdischen Staates in Palästina aus, „dessen Staatsangehörige die Juden wären, die in anderen Staaten nur als Ausländer mit Pass und allem, was dazu gehört, leben würden.“
Er lehrte ab 1935 Ethnologie an der École d’anthropologie („Schule für Anthropologie“) in Paris. Nach 1936 wandte sich Montandon ganz nach rechts und führte die Commission éthnique („Ethnische Kommission“) der französischen Volkspartei.
Montandons Freund Louis-Ferdinand Céline, lancierte 1938 in L’École des cadavres („Die Schule der Leichen“):

« Tous les Aryens devraient avoir lu Drummont [sic]. Plus actuels: De Vries, De Poncins, Sombart, Stanley Chamberlain; plus près: Montandon, Darquier de Pellepoix, Boissel, H.-R. Petit, Dasté, H. Coston, des Essards, Alex, Santo, etc... »

Während der deutschen Besatzung Frankreichs war er spezialisiert auf Antisemitismus und die Veröffentlichung von Faszikeln wie Comment reconnaître le juif („Wie man den Juden erkennt“, 1940). Die Wanderausstellung Le Juif et la France („Der Jude und Frankreich“) wurde inhaltlich von George Montandon gestaltet. Montandon lehrte „jüdische Ethnorassiologie“. Seine sogenannte „Expertise“ wurde in Sammellagern (vor allem in Drancy) herangezogen, um zu bestimmen, ob jemand „Jude“ war oder nicht.
Unter der Vichy-Regierung hatte Montandon von 1941 bis 1944 die Schriftleitung der Zeitschrift L’Ethnie française inne. Viele seiner Werke erschienen im Verlag Payot in Paris, insbesondere in dessen Reihe Bibliothèque Scientifique („Wissenschaftliche Bibliothek“).
Montadon führte die Untersuchung des Skeletts von Georges Papillaut (1863–1934) durch, dem Direktor des Laboratoire d’anthropologie des Hautes Études, der seinen Körper der Wissenschaft vermacht hatte.
Es gibt zwei Versionen von Montandons Tod: Der ersten zufolge wurde er mit seiner Frau am 3. August 1944 in der Stadt Clamart von der Résistance getötet. Seinem Freund Louis-Ferdinand Céline zufolge sei Georges Montandon nur verwundet und nach Deutschland transportiert worden, wo er starb.
Der Ehe mit seiner Frau entstammten drei Kinder. Eleonore Montandon war seine Schwester.

## Über Montandon
Der Ethnologe Jean Poirier (1921–2009) schrieb 1968 in Ethnologie Générale:

« Montandon contribua efficacement à répandre en France les thèses diffusionnistes qui s’opposèrent à certains excès de l’évolutionnisme. […] Montandon a été un excellent ethnographe et un des premiers à utiliser systématiquement les schémas de répartition géographique des différents faits culturels (une méthode qui exige un énorme travail analytique et à laquelle – peut-être pour cela – on n’a pas recours assez souvent aujourd’hui). »

„Montandon trug wirksam dazu bei, in Frankreich die diffusionistischen Thesen zu verbreiten, die sich gegen bestimmte Auswüchse des Evolutionismus wandten. […] Montandon war ein ausgezeichneter Ethnograph und einer der ersten, der systematisch Schemata zur geografischen Verteilung der verschiedenen kulturellen Fakten verwendete (eine Methode, die eine enorme analytische Arbeit erfordert und auf die – vielleicht gerade deshalb – heute nicht oft genug zurückgegriffen wird).“

Jean Servier qualifizierte 1986 in der Präsentation seines Werkes L’Ethnologie das Werk La race, les races („Die Rasse, die Rassen“) von Montandon als „nützliches Arbeitsmittel“ („outil de travail utile“) und „ethnologisches Wörterbuch vor der Zeit“ („dictionnaire ethnologique avant la lettre“).
In seiner History of Ethnological Theory („Geschichte der ethnologischen Theorie“) hatte bereits 1937 Robert H. Lowie Montandons Beitrag zum Fach ausgiebig besprochen.

## Publikationen
Bücher

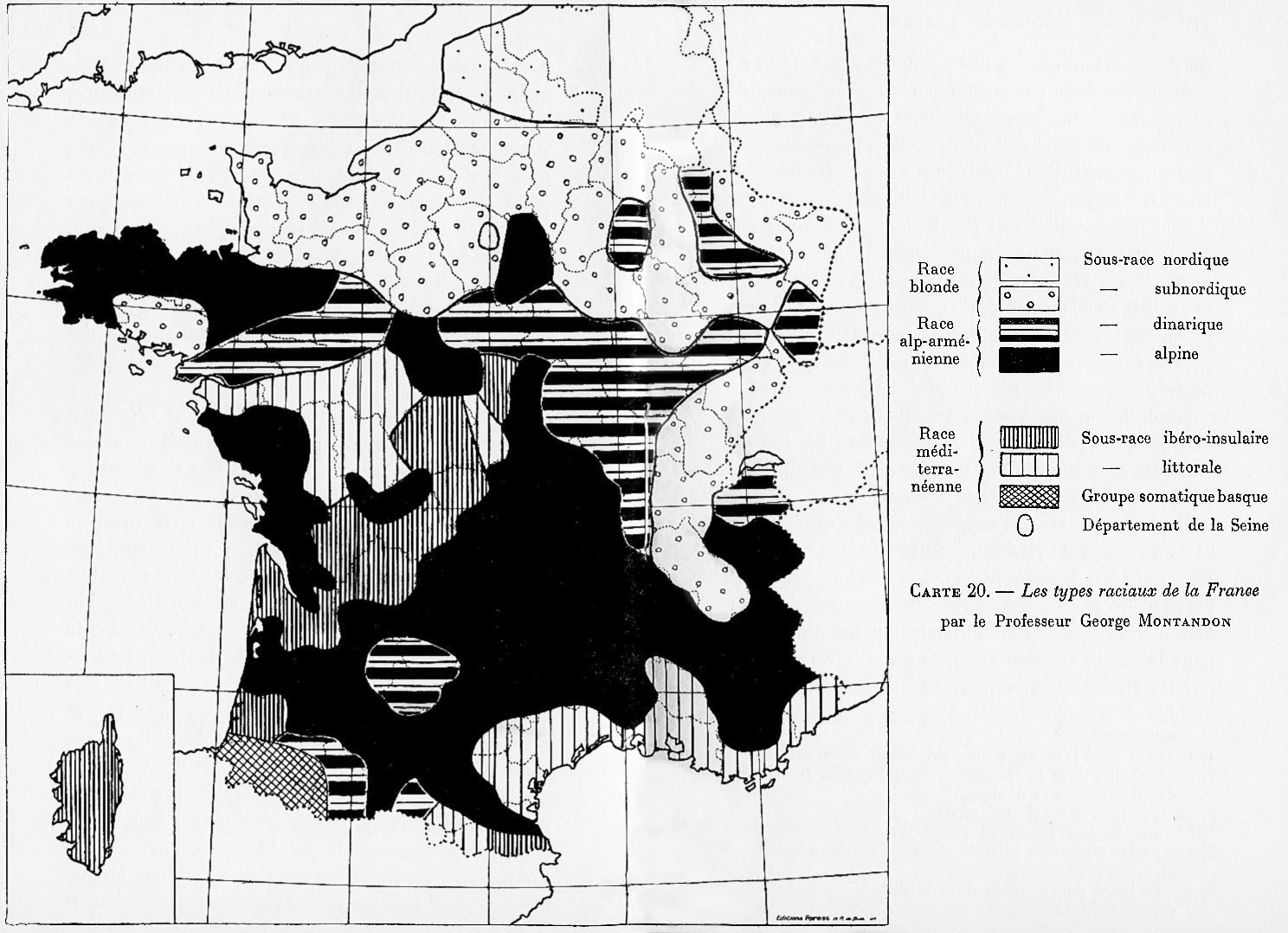
Rassetypen Frankreichs nach George Montandon

- Au pays Ghimirra. Récit de mon voyage à travers le Massif éthiopien (1909–1911). A Challamel; Neuchatel Attinger Frères Editeurs. Paris  o. J. [1913]
- La Généalogie des instruments de musique et les cycles de civilisation, étude suivie du catalogue raisonné des instruments de musique du musée ethnographique de Genève. Imprimerie d’A. Kundig, Genève 1919
- Im Schmelztiegel des fernen Ostens: Geschichte der Sibirischen Mission des Internationalen Komitees vom Roten Kreuze zu Gunsten der österreichischen und ungarischen Kriegsgefangenen (März 1919 bis Juni 1921). Manz, Wien 1923
- Au pays d’Aïnou. Exploration anthropologique. Masson, Paris, o. J. (1927)[18]
- Ainou, Japonais, Bouriates. Masson et Cie. Éditeurs, Paris 1927.[19]
- L'ologenèse humaine. 1928 (books.google.de Teilansicht)
- La race, les races. Mise au point d’ethnologie somatique. 1933 (archive.org).
- L'ologenèse humaine. Traité d’ethnologie culturelle. 1934
- Traite d'ethnologie cyclo-culturelle et d’ergologie systematique. Paris. Payot. 1934 (google.de Teilansicht).
- L'Ethnie Francaise. Payot, Paris 1935
- La Civilisation Aïnou et les cultures arctiques. Paris, Payot, 1937, Bibliothèque scientifique
- Comment reconnaitre le juif ? Juifs en France, 1. 1940 (archive.org Comment reconnaitre le Juif (spätere Ausgabe) – Suivi d'un portrait moral du Juif.)[20]
- Les Juifs en France. 1940.
- L’homme préhistorique et les préhumains. Paris, Payot, 1943.

Artikel
- Ossendowski le menteur sans honneur. Comment on dépiste philologiquement les Ossendowski. In: Clarté. Nr. 69, 1924, und La Revue européenne. 1. Januar 1925.
- L’origine des types juifs. In: L’Humanité. 15. Dezember 1926 (unter Pseudonym).
- «Le squelette du Professeur Papillault», Bulletins et Mémoires de la Société d'anthropologie de Paris, 1935, Band 6, Nr. 6-1-3, S. 5–22
- «L’Etnia putana», La Difesa della Razza (revue), novembre 1935.
- «La solution ethno-raciale du problème juif», Contre-Révolution (journal), avril 1939.
- «L'ethnie juive et le type racial juif», Revue Internationale des Sociétés Secrètes, 15 juin 1939.

Übersetzungen
- Charles Gabriel Seligman: Les Races de l’Afrique (Vorwort und Übersetzung von George Montandon). Payot, Paris 1935.
- Heinrich Hubert Houben: L’Appel du Nord. Payot, Paris 1936.
- Arthur Bryan: La civilisation Caucasienne. (Vorwort und Übersetzung von George Montandon). Bibliothèque Scientifique, Payot, Paris 1936.
- Kaj Birket-Smith: Moeurs et coutumes des esquimaux. (Vorwort von Diamond Jenness und George Montandon). Paris, Payot 1937.
- John Roxborough Norman: Les Géants de la mer: requins, baleines, dauphins. Payot, Paris 1938.
- W. M. Reed, J. M. Lucas: Les étapes des espèces animales. (Vorwort und Übersetzung von George Montandon). Paris, Payot 1938.
- Alpheus Hyatt Verrill: Mœurs étranges des insectes. Payot, Paris 1938.
- Hans Weinert: L’Homme préhistorique: des préhumains aux races actuelles. (Vorwort und Übersetzung aus dem Deutschen). Payot, Paris 1939.
- Kurt Lindner: La Chasse préhistorique. Payot, Paris 1941.
- Karl Sapper: L’Alimentation de l’humanité. Payot, Paris 1942.
- Otmar von Verschuer: Manuel d’eugénique et hérédité humaine. Masson et Cie, Paris 1943.[21]